# ديك تومسون
ديك تومسون (بالإنجليزية: Dick Thompson)‏ هو سائق سيارة سباق وطبيب أسنان أمريكي، ولد في 9 يوليو 1920، وتوفي في 14 سبتمبر 2014 بسبب ذات الرئة.